# Revista Española del Pacífico

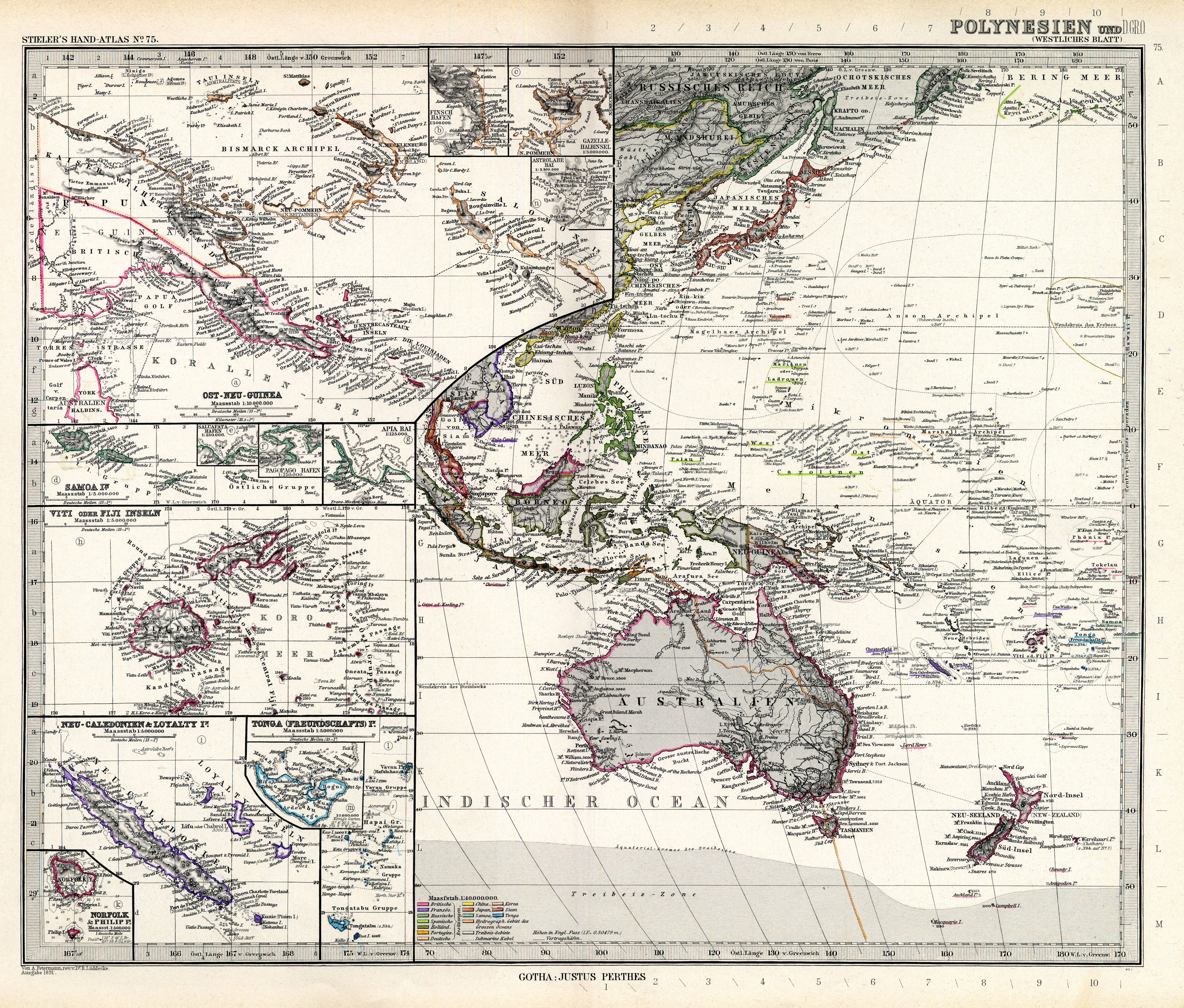
Stielers Handatlas 1891.

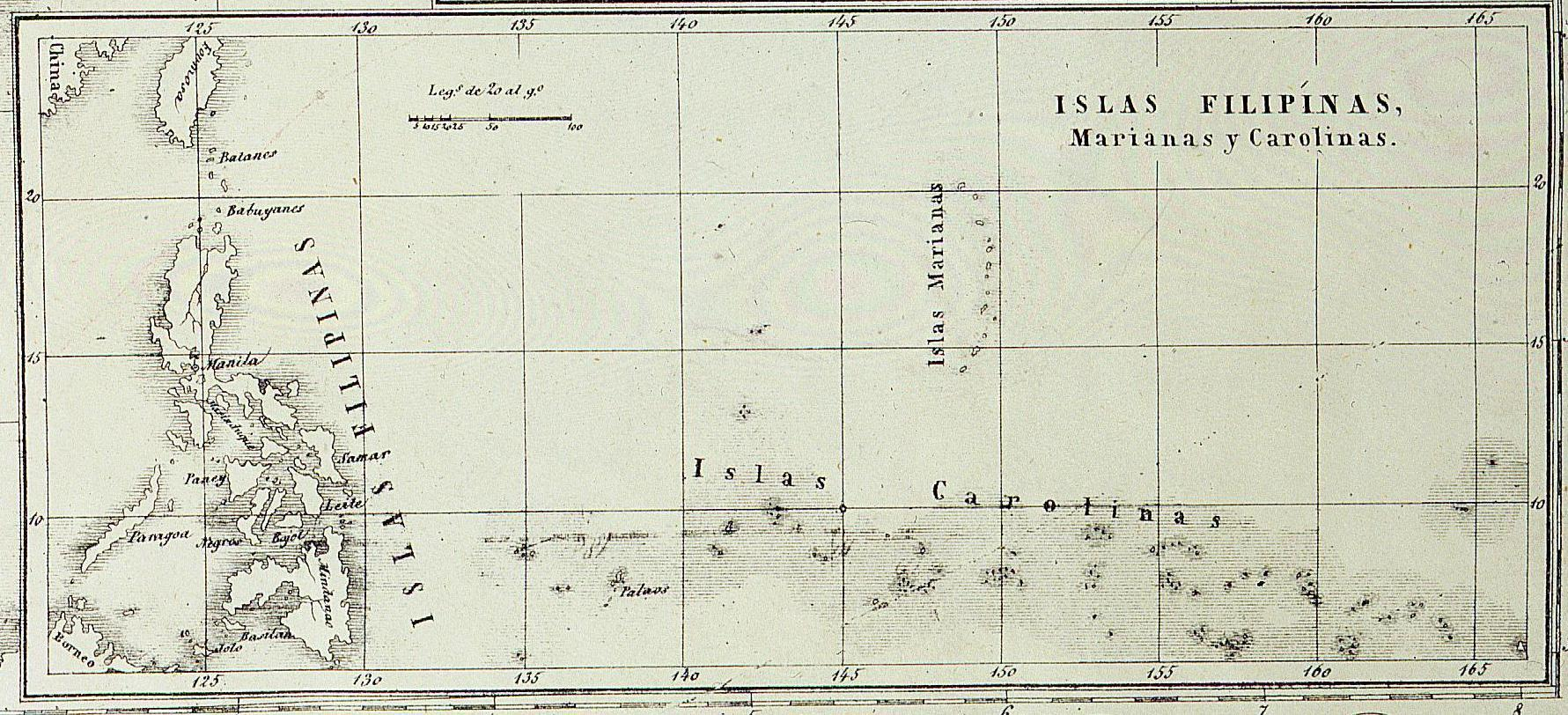
Carta de España de Bachiller con todas sus posesiones de ultramar e islas adyacentes 1858, fragmento.

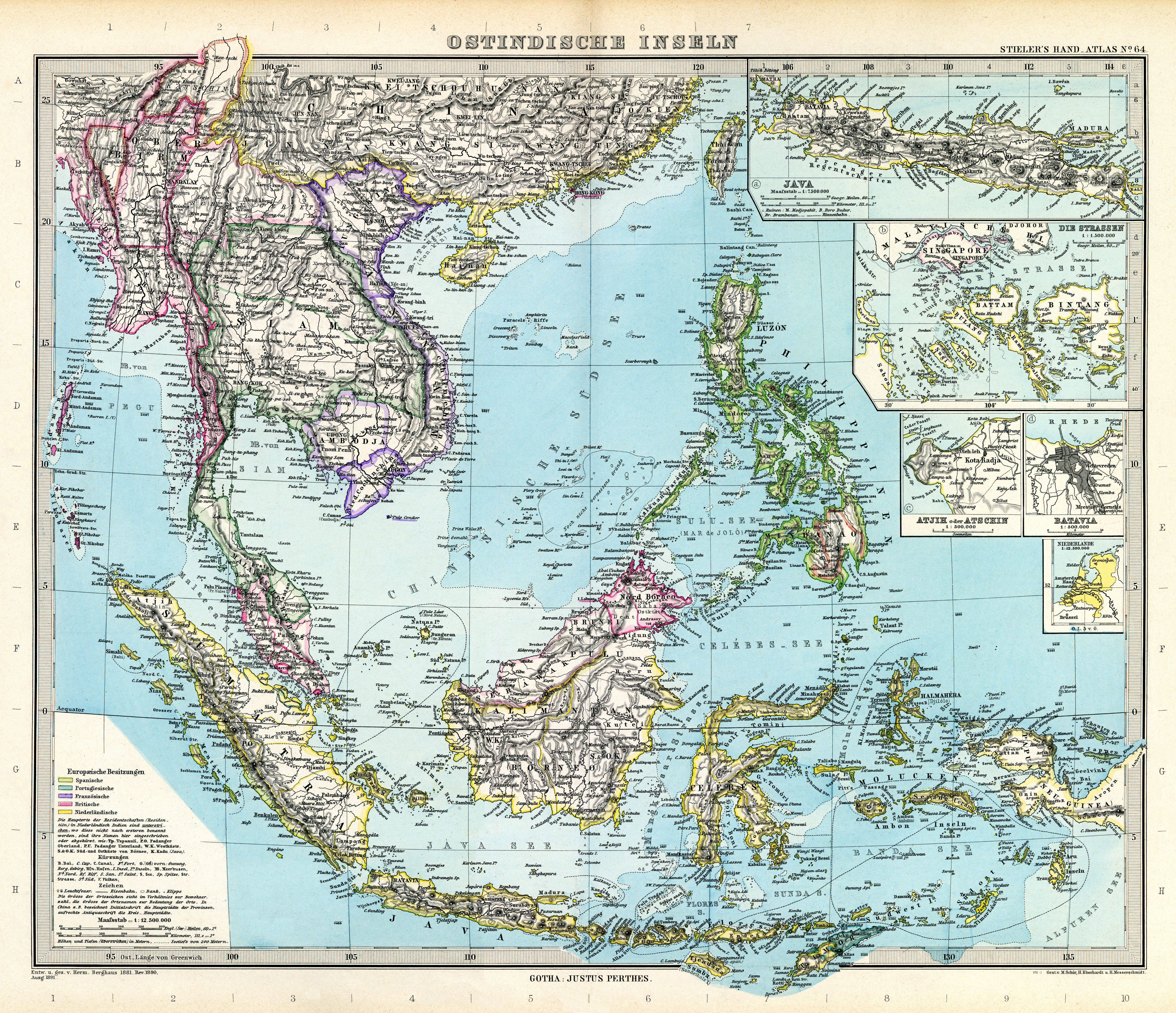
Stielers Handatlas 1891.

La Revista Española del Pacífico es la publicación de la Asociación Española de Estudios del Pacífico fundada en 1991 y financiada por la Agencia Española de Cooperación Internacional. Su contenido fundamental son artículos académicos sobre Asia Oriental, Oceanía y la Antártida.

## Indias Orientales Españolas
Aunque también abarca aspectos de carácter antropológico, político, medioambiental, económico, etc., su enfoque prioritario es «la presencia hispana en estas regiones», tanto en Filipinas como en Micronesia, región históricamente denominada Indias Orientales Españolas.

### Artículos destacados
- M.ª Dolores Elizalde: Las grandes potencias y el Pacífico español: los intereses de los países hegemónicos en la colonia de las Carolinas.
- Leoncio Cabrero: La creación de instituciones benéficas filipinas: el Monte de Piedad de Manila.
- Carlos García-Romeral Pérez: Filipinas y las publicaciones periódicas madrileñas de la segunda mitad del siglo XIX: Notas para un análisis estadístico.
- Robert F. Rogers y Dirk Anthony Ballendorf, Universidad de Guaján: La llegada de Magallanes a las islas Marianas.
- Marjorie G. Driver, Universidad de Guaján: Relación de las islas de los Ladrones.
- Antonio Cuesta García: El servicio postal español en Filipinas. I — Descubrimiento — Primera emisión (1565–1854).
- Rafael Rodríguez-Ponga: Antropónimos hispánicos en las islas Marianas.
- Antonio Caulín Martínez: Retana y la bibliografía filipina 1800-1872: El «Aparato Bibliográfico» como fuente para la historia de Filipinas.
- Belén Pozuelo Mascaraque: Las relaciones hispano-japonesas en la era del Nuevo Imperialismo (1885–1898).
- Agustín Muñoz Vidal: El desconocido epistolario de Mariano Fernández Henestrosa: un diplomático español en la Península de Indochina.
- Florentino Rodao: La cultura española en Oceanía después de 1898.
- Jaume Santaló i Peix: La administración colonial española en Filipinas durante el Sexenio: toma de conciencia de una problemática particular y voluntad reformadora (1869–1879).
- Rafael Rodríguez-Ponga: Notas en torno a la huella portuguesa en Malaysia.
- Patricio Hidalgo Nuchera: Origen y desactivación de la protectoría de indios en la Presidencia-Gobernación de las Islas Filipinas.
- José Eugenio Borao: Percepciones chinas sobre los españoles de Filipinas: La masacre de 1603.
- José S. Arcilla, S. J.: La cultura indígena filipina en la segunda mitad del siglo XIX según los jesuitas.

## Periodicidad
En principio anual, en 1998 y a partir de 2001 semestral.